# Арсенал (хокейний клуб, Київ)
«Арсенал» Київ — українська хокейна команда з Києва.

## Історія
Колишні назви:
- 1951: Команда Печерського району
- 1952—1954: «Машинобудівник» Київ
- 1955—1957: «Зеніт» Київ
- 1958—1961: «Авангард» Київ
- 1961—1964: «Авангард» Київ, «Арсенал» Київ
- 1965: «Арсенал» Київ

Хокейна команда київського заводу "Арсенал" вперше з'явилася на республіканській арені у січні 1951 року, взявши участь в першості УРСР під назвою "Команда Печерського району". Дебютант зайняв останнє 4-е місце, програвши всі матчі із загальним рахунком 4:14.
У 1952 році «Машинобудівник» виборов срібло республіканського чемпіонату, поступившись у фіналі харківському «Локомотиву» з рахунком 0:4.
В 1955 році хокеїсти «Зеніту», як чемпіони УРСР, брали участь у розіграші першості СРСР у Класі "Б" (другий дивізіон радянської класифікації). У підгрупі "А" (одноколовий турнір відбувся в Краснокамську) кияни зайняли останню 6-у сходинку, програвши всі матчі. У "втішному" турнірі за 7-12 місця "зенітівці" також не здобули жодного очка.
В 1961 році, перемігши в київському турнірі на "Приз відкриття сезону" команди «Спартак», Шевченківського району та «Локомотив» (ставши, таким чином, вдруге кращою командою республіки), гравці «Авангарду» знов здобули право представляти Україну в розіграші чемпіонату СРСР по Класу "Б". В Зоні союзних республік команда виступала під назвою «Арсенал» та посіла 3 місце (пропустивши поперед себе талінський «Калев» та мінське «Червоне Знам'я» за гіршою різницею шайб). Слід зазначити, що в цьому та декількох наступних сезонах команда змагалася як під своєю власною назвою «Арсенал», так і використовувала загальну назву добровільного спортивного товариства «Авангард».
У 1962 році «Авангард» втретє став чемпіоном України, здобувши перемогу на Першій зимовій Спартакіаді УРСР. Шість команд-конкурентів були розгромлені із загальним рахунком 58:4. Через два роки на Другій Спартакіаді "авангардівці" повторили свій успіх. В подальшому команда на деякий час зникла з великої хокейної арени.
В теперішній час команда «Арсенал» виступає в першості Аматорської хокейної ліги (АХЛ).

## Титули та досягнення
- Внутрішні
  -  Чемпіон УРСР (4): 1954, 1961, 1962, 1964
    -  Срібний призер (1): 1952

  -  Чемпіон АХЛ (2): 2014, 2015
  -  Фіналіст Кубку АХЛ (2): 2014, 2015
- Міжнародні
  -  Бронзовий призер першості СРСР у Класі "Б" (5 зона) (1): 1961